# Villa Vomano
Villa Vomano è una frazione del comune di Teramo.
È  a 15 km dal capoluogo, adagiata sulla riva sinistra dell'omonimo fiume Vomano, lungo la strada statale SS 81 Piceno Aprutina un tempo chiamata anche Strada Viscerale.

## Geografia
Villa Vomano si trova a metà strada tra la catena dei Monti della Laga, del Gran Sasso d'Italia e il mare Adriatico. La località è in forte crescita edilizia e demografica, grazie alla sua posizione nei pressi dello svincolo dell'Autostrada A24 (Italia) Teramo-Roma.

## Storia
Le origini dell'abitato sono legate alla costruzione del ponte in muratura, risalente al 1870 circa, che lo collega con Val Vomano, frazione di Penna Sant'Andrea posta sulla sponda destra del Vomano. Nel linguaggio comune si suole identificare le due località col nome Ponte Vomano.

### Il miracolo del ponte
Il ponte tra Villa Vomano e Val Vomano è stato protagonista di un evento ritenuto miracoloso: un autobus di pellegrini diretti al
Santuario di San Gabriele dell'Addolorata nel comune di Isola del Gran Sasso d'Italia (Teramo) per una tragica fatalità si trovò a metà sospeso nel vuoto, in bilico sopra il fiume circa 15 metri più in basso. In ringraziamento per la salvezza ottenuta fu eretta una statua a San Gabriele dell'Addolorata, tuttora presente in prossimità del ponte sulla sponda di Villa Vomano.